# Ferrussac
Ferrussac là một xã thuộc tỉnh Haute-Loire nam trung bộ nước Pháp. Xã Ferrussac nằm ở khu vực có độ cao trung bình 960 mét trên mực nước biển.